# Ошейниковая танагра
Ошейниковая танагра (лат. Iridophanes pulcherrimus) — вид птиц из семейства танагровых. Входит в монотипический род Iridophanes. Выделяют два подвида.

## Распространение
Обитают в Колумбии, Эквадоре и Перу. Естественной средой обитания являются субтропические или тропические влажные горные леса, а также сильно разрушенные бывшие леса.

## Описание
Длина тела 11 см. Вес 14—17 г. Имеют тонкий, остроконечный клюв. У самцов номинативного подвида голова и горло чёрные.

## Биология
В рацион, по сообщениям, входят ягоды Miconia, сережки и нектар Cecropia, насекомые.
МСОП присвоил виду охранный статус LC.